# La lupa (film, 1996)
Pour les articles homonymes, voir La lupa.
Pour plus de détails, voir Fiche technique et Distribution.
La lupa est un film dramatique italien réalisé par Gabriele Lavia et sorti en 1996.
Il s'agit d'une adaptation de la nouvelle du même nom de Giovanni Verga, incluse dans le recueil Vita dei campi publié en 1880.
Le film suit le drame vériste de Verga de plus près que la version cinématographique de 1953 d'Alberto Lattuada, La Louve de Calabre.

## Synopsis
Dans une ferme isolée de la campagne, une rencontre clandestine a lieu entre la louve et le père Angiolino. Le prêtre ne peut échapper aux charmes de la femme et décide de quitter la ville. Le train avec lequel il part est le même que celui d'où descend le jeune Nanni Lasca, qui vient de rentrer du service militaire. Sur le chemin du retour, Nanni rencontre Maricchia, la fille de la louve, et s'intéresse immédiatement à elle. La jeune fille, d'abord réticente (conditionnée par la réputation de séductrice de sa mère), accepte ensuite de monter dans le chariot de Nanni et de l'accompagner jusqu'au village. Mais Nanni suscite immédiatement l'intérêt de la louve, qui se met à le poursuivre sans relâche.
Le jeune homme veut épouser Maricchia, aussi parce qu'il veut s'établir financièrement avec la terre que la jeune fille apporte en dot. La louve accepte le mariage afin d'être proche de l'homme qu'elle aime. Cependant, avant le mariage, Nanni succombe à la passion de la louve, même s'il éprouve un sentiment de colère face à sa propre faiblesse. Même après les noces, la femme ne cesse de séduire le jeune homme, tandis que tout le village déplore son comportement, impliquant même la pauvre Maricchia, qui est enceinte. Un jour, frappé par le coup de pied d'une mule, Nanni frôle la mort. Guéri et repentant, il fait publiquement amende honorable pour ses péchés. La louve vit désormais seule dans une chaumière, et non plus dans la maison du couple.
À l'occasion de la procession de Santa Rosalia, Nanni est choisi pour porter la bannière de la sainte. Mais il l'oublie à la maison et court la chercher avant le début de la procession. Maricchia, soupçonnant le retard de son mari, confie son bébé à une dame du village et part à la recherche de Nanni qui, entre-temps, est arrivé dans la cour de la maison où il trouve la louve, qui le charme de nouveau et lui demande en même temps de lui donner la mort parce qu'elle a compris qu'elle ne peut pas échapper à son destin. Nanni, désemparé et fou de rage, prend une hache et la tue, sous le regard de Maricchia, qui vient d'arriver sur les lieux.

## Fiche technique
- Titre original italien : La lupa[1]
- Réalisation : Gabriele Lavia
- Scénario : Gabriele Lavia d'après la nouvelle du même nom de Giovanni Verga publiée en 1880.
- Photographie : Mario Vulpiani
- Montage : Daniele Alabiso (it)
- Musique : Ennio Morricone
- Décors : Paolo Innocenzi
- Production : Roberto Di Girolamo, Pietro Innocenzi
- Sociétés de production : Globe Film, Production Group
- Pays de production :  Italie
- Langue originale : italien
- Format : Couleur
- Genre : Drame vériste
- Durée : 105 minutes
- Dates de sortie :
  - Italie : 4 octobre 1996
  - Suisse alémanique : 24 avril 1998

## Distribution
- Raoul Bova : Nanni Lasca
- Monica Guerritore : Gnà Pina, dite « la louve » (La lupa en VO)
- Alessia Fugardi : Maricchia
- Michele Placido : Malerba
- Giancarlo Giannini : Père Angiolino
- Lorenzo Lavia : Cardillo
- Sebastiano Jacobello : comparse Ianu